# Pascual Nicolás Pérez
Pascual Nicolás Pérez (4 de març de 1926 – 22 de gener de 1977) va ser un boxejador argentí guanyador de la medalla d'or als Jocs Olímpics d'estiu de 1948 en la categoria de pes mosca. Va obtenir la seva medalla d'or olímpica després d'una victòria sobre el boxejador italià Spartaco Bandinelli.
El 1954 es va convertir en el campió del món dins de la categoria de pes mosca. Va conservar aquest títol de l'Associació Mundial de Boxa fins a l'any 1960.
Pérez tenia un palmarès de 84 victòries (58 per K.O.), 7 derrotes i 1 empat. Va morir el 22 de gener de 1977 als 50 anys i es troba enterrat a Buenos Aires.

## Reconeixements
- Pascual Pérez forma part de l'International Boxing Hall of Fame des de 1995.

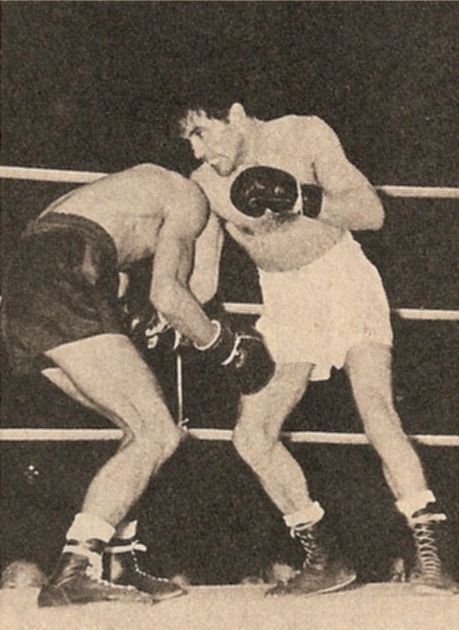
Pérez el 26 de novembre de 1954 durant el combat pel títol mundial de pes mosca contra Yoshio Shirai.